# 第12回全国障害者スポーツ大会
| 参加人数 | 約3,300人                          |
| 競技数   | 正式競技13                         |
| 開会式   | 10月13日                           |
| 閉会式   | 10月15日                           |
| 主競技場 | 岐阜メモリアルセンター長良川競技場 |

東日本大震災復興支援 第12回全国障害者スポーツ大会（ひがしにほんだいしんさいふっこうしえん だい12かいぜんこくしょうがいしゃスポーツたいかい）は2012年10月13日から10月15日まで岐阜県において3日間の日程で開催された全国障害者スポーツ大会である。愛称は2012ぎふ清流大会（2012ぎふせいりゅうたいかい）。岐阜県での開催は1965年（昭和40年）の第1回全国身体障害者スポーツ大会、2000年（平成12年）の第9回全国知的障害者スポーツ大会に続き3回目。

## 開催される競技の会場地
- 開会式・閉会式会場　岐阜メモリアルセンター長良川競技場

正式競技
| 種目                                 | 障害種別          | 会場地   | 会場                                                    |
| ------------------------------------ | ----------------- | -------- | ------------------------------------------------------- |
| 陸上競技                             | 身体障害 知的障害 | 岐阜市   | 岐阜メモリアルセンター長良川競技場                      |
| 水泳                                 | 身体障害 知的障害 | 岐阜市   | 岐阜メモリアルセンター長良川スイミングプラザ            |
| アーチェリー                         | 身体障害          | 関市     | 中池公園陸上競技場                                      |
| 卓球 (サウンドテーブルテニス)を含む) | 身体障害 知的障害 | 大垣市   | 大垣市総合体育館                                        |
| フライングディスク                   | 身体障害 知的障害 | 関市     | グリーン・フィールド中池                                |
| ボウリング                           | 身体障害          | 瑞穂市   | 岐阜グランドボウル                                      |
| バスケットボール                     | 知的障害          | 岐阜市   | 岐阜アリーナ                                            |
| 車椅子バスケットボール               | 身体障害          | 岐阜市   | 岐阜メモリアルセンターふれ愛ドーム(サブアリーナ)        |
| ソフトボール                         | 身体障害          | 羽島市   | 羽島市運動公園（仮称）                                  |
| グランドソフトボール                 | 身体障害          | 揖斐川町 | 揖斐川健康広場ビッグランド                              |
| バレーボール                         | 身体障害 知的障害 | 山県市   | 山県市総合体育館                                        |
| バレーボール                         | 精神障害          | 安八町   | 安八町総合体育館                                        |
| サッカー                             | 知的障害          | 大垣市   | 浅中公園総合グラウンド（陸上競技場･球技場、多目的広場） |
| フットベースボール                   | 知的障害          | 本巣市   | しんせい運動広場グラウンド                              |

オープン競技
| 種目                         | 障害種別 | 会場地   | 会場                       |
| ---------------------------- | -------- | -------- | -------------------------- |
| 脳性まひ者7人制サッカー      | 身体障害 | 岐阜市   | 長良川球技メドウ           |
| 障害者ゴルフ                 | 身体障害 | 揖斐川町 | 谷汲カントリークラブ       |
| 車椅子ツインバスケットボール | 身体障害 | 岐阜市   | 岐阜市南部スポーツセンター |